# Ames (Pas-de-Calais)
Ames is een gemeente in het Franse departement Pas-de-Calais (regio Hauts-de-France) en telt 518 inwoners (1999). De plaats maakt deel uit van het arrondissement Béthune (Betun).

## Geografie
De oppervlakte van Ames bedraagt 3,5 km², de bevolkingsdichtheid is 148,0 inwoners per km².
De onderstaande kaart toont de ligging van Ames (Pas-de-Calais) met de belangrijkste infrastructuur en aangrenzende gemeenten.

## Demografie
Onderstaande figuur toont het verloop van het inwonertal (bron: INSEE-tellingen).